# Extreme Rules (2014)
Extreme Rules (2014) foi o sexto evento anual de luta livre profissional Extreme Rules em pay-per-view (PPV) e transmissão ao vivo produzido pela WWE. Aconteceu em 4 de maio de 2014, no Izod Center em East Rutherford, Nova Jersey, e foi o primeiro evento Extreme Rules a ser transmitido ao vivo na WWE Network, lançado em fevereiro. O conceito de Extreme Rules é que o evento apresente várias partidas baseadas em hardcore.
Oito lutas profissionais foram disputadas no evento, incluindo uma no pré-show do Kickoff. Apenas três partidas, incluindo a partida pré-show, foram disputadas sob uma estipulação severa. No evento principal, Daniel Bryan derrotou Kane em uma luta Extreme Rules para reter o Campeonato Mundial dos Pesos Pesados da WWE. Em outra luta de destaque, The Shield (Dean Ambrose, Seth Rollins e Roman Reigns) derrotou o reunido Evolution (Triple H, Randy Orton e Batista) em uma luta de duplas de seis homens.
O evento recebeu 108.000 compras (excluindo visualizações da WWE Network), abaixo das 231.000 compras do ano anterior.

## Produção

### Introdução

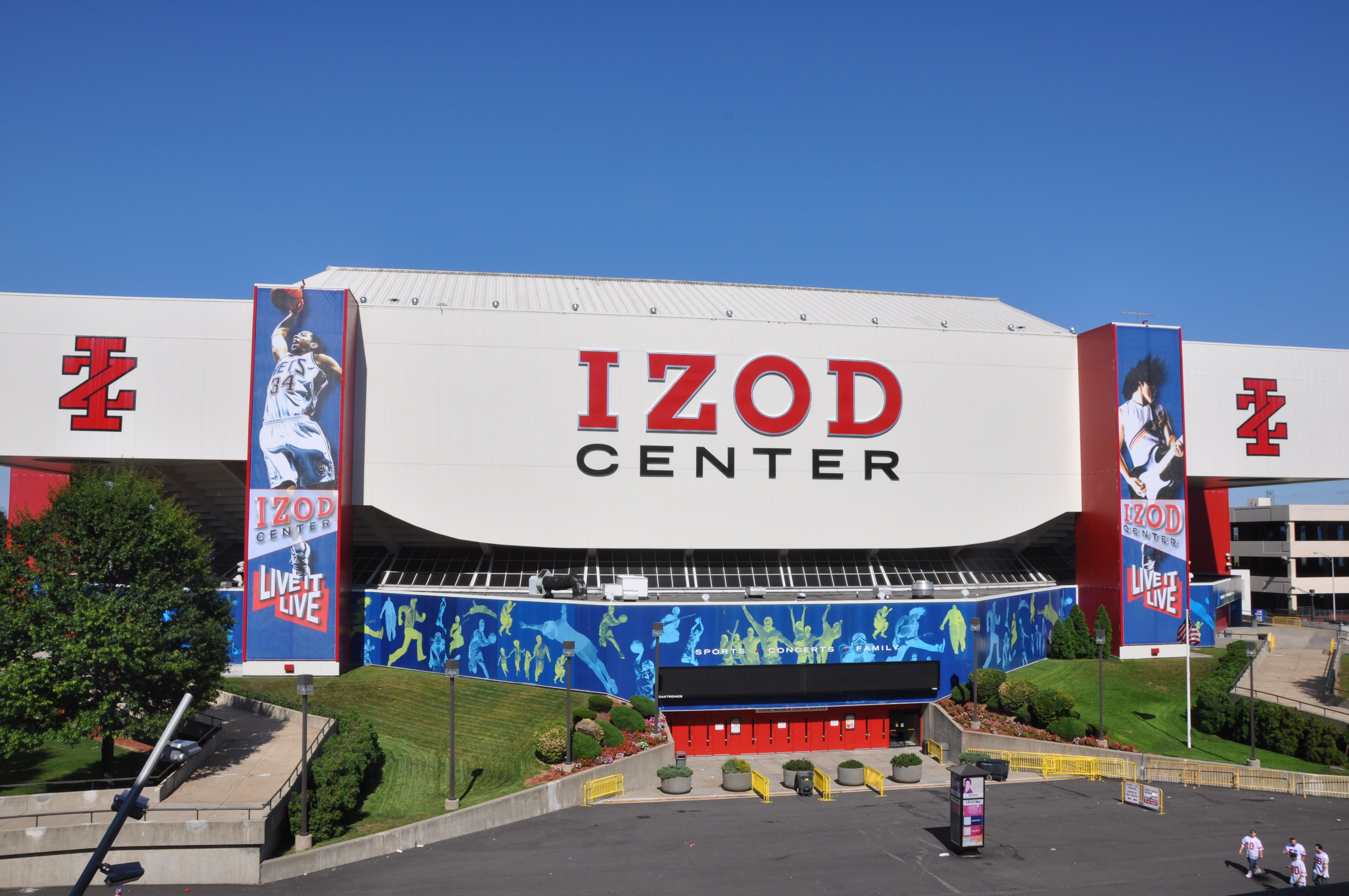
O evento foi realizado no Izod Center em East Rutherford, Nova Jersey.

Extreme Rules é um evento anual em pay-per-view (PPV) produzido pela WWE desde 2009. O conceito do show é que o evento apresente várias partidas que são disputadas sob regras hardcore e geralmente apresenta uma partida de Extreme Rules. A extinta promoção Extreme Championship Wrestling, que a WWE adquiriu em 2003, originalmente usava o termo "regras extremas" para descrever os regulamentos de todas as suas lutas; A WWE adotou o termo e desde então o usa no lugar de "hardcore match" ou "hardcore regras". O evento Extreme Rules de 2014 foi o sexto Extreme Rules e aconteceu em 4 de maio de 2014, no Izod Center em East Rutherford, Nova Jersey. Além do PPV tradicional, foi também o primeiro Extreme Rules a ser transmitido no serviço de transmissão ao vivo da WWE, a WWE Network, lançado em fevereiro.

### Rivalidades
O evento compreendeu oito lutas, incluindo uma no pré-show Kickoff, que resultou de histórias roteirizadas, onde os lutadores retratavam vilões, heróis ou personagens menos distinguíveis em eventos roteirizados que criaram tensão e culminaram em uma luta ou série de lutas. Os resultados foram predeterminados pelos escritores da WWE, enquanto as histórias foram produzidas nos programas semanais de televisão da WWE, Monday Night Raw e SmackDown.
Recém-saído de sua vitória na WrestleMania, John Cena continuou a rivalizar com Bray Wyatt da The Wyatt Family. Cena criticou Wyatt por sua incapacidade de se defender fisicamente e suas mensagens enigmáticas sem Luke Harper e Erick Rowan ao seu lado. Para fazer Wyatt provar seu valor, Cena o desafiou para uma luta Steel Cage, que Wyatt aceitou. No episódio do Raw de 28 de abril de 2014, Cena entrou na jaula de aço para abordar a mensagem maligna de Wyatt dizendo que ela começou a se espalhar entre o público, apenas para ser saudado por Wyatt e um coral infantil cantando "Ele tem o mundo inteiro em seu Hands" com muitos apoiadores da Família Wyatt cantando junto. Enquanto as crianças cercavam o ringue, as luzes se apagaram antes de acenderem novamente, com as crianças agora usando máscaras de ovelha enquanto Wyatt ria loucamente com uma criança no colo.
No Raw do dia seguinte à WrestleMania XXX, Triple H forçou Daniel Bryan a defender seu recém-conquistado Campeonato Mundial dos Pesos Pesados da WWE contra ele. No entanto, os ex-guarda-costas de Triple H, The Shield, se voltaram contra ele e o atacaram, resultando em no contest. Como resultado, Triple H reformou o Evolution com Batista e Randy Orton e atacou The Shield na semana seguinte no Raw. Na edição de 18 de abril do SmackDown, Triple H agendou uma luta de seis homens entre Evolution e The Shield for Extreme Rules. No Raw antes do Extreme Rules, Ric Flair, que já fez parte do Evolution, saiu apenas para dar seu endosso ao Shield, reconhecendo-os como o futuro da WWE.
Na edição de 7 de abril do Raw, AJ Lee estava se gabando de ter defendido seu título contra outras 13 divas na WrestleMania XXX quando a Campeã Feminina do NXT Paige apareceu para parabenizar AJ por sua defesa do título. AJ então deu um tapa em Paige e a desafiou para uma luta pelo Campeonato das Divas de AJ. A luta em si foi dominada por AJ até que Paige escapou do movimento de finalização de AJ, a Black Widow, e acertou um de seus movimentos finais, o Paige Turner, para ganhar seu primeiro Campeonato das Divas da WWE. No episódio de 15 de abril do Main Event da WWE, a guarda-costas de AJ, Tamina Snuka, venceu uma batalha real para se tornar a desafiante número um ao título de Paige, permitindo-lhe lutar com Paige pelo campeonato no Extreme Rules.
No Raw após a WrestleMania XXX, Cesaro substituiu seu empresário Zeb Colter por Paul Heyman. Isso deu início a uma rivalidade entre Heyman e Colter e, por extensão, entre Cesaro e seu ex-parceiro de duplas, Jack Swagger, que ainda era gerenciado por Colter. Ambos os lutadores entraram no torneio para determinar o desafiante de Big E. Antes da partida semifinal de Cesaro contra Rob Van Dam, Van Dam falou mal de Heyman e aconselhou Cesaro a ficar longe dele. Van Dam venceu Cesaro por contagem após interferência de Swagger e Colter. Na semana seguinte, no Raw, Colter abordou Van Dam e sugeriu que ele e Swagger se unissem para enfrentar um inimigo comum, Heyman, mas Van Dam recusou. Mais tarde, Van Dam perdeu a final do torneio para Bad News Barrett após interferência de Cesaro; Swagger então apareceu, atacou Cesaro e tentou atacar Van Dam antes de ser combatido. Isso configurou uma luta de trios entre Cesaro, Swagger e Van Dam no Extreme Rules.
No episódio do Raw de 21 de abril, Bryan e Brie Bella estavam se preparando para comemorar seu casamento quando Stephanie McMahon apareceu e escalou Bryan para defender seu Campeonato Mundial de Pesos Pesados da WWE contra Kane no Extreme Rules. Kane então saiu da plateia e atacou Bryan, dando-lhe três Tombstone Piledrivers - o primeiro no chão, o segundo nos degraus de aço e o terceiro na mesa de transmissão, resultando em Bryan sendo retirado da arena. Uma semana depois, durante a luta de Brie Bella com Paige, Kane apareceu por um buraco embaixo do ringue e tentou puxar Brie para baixo com ele, mas ela escapou.
Alexander Rusev fez sua estreia no elenco principal em 7 de abril e obteve vitórias sobre vários superstars, incluindo R-Truth e Xavier Woods. Ele também atacou os dois competidores após suas respectivas lutas. Isso configurou uma partida Handicap 2 contra 1 com Rusev contra R-Truth e Woods no pay-per-view.
Na edição de 2 de maio do SmackDown, El Torito e Hornswoggle assinaram o contrato para uma partida WeeLC - uma partida de mesas, escadas e cadeiras com lutadores anões, com mesas, escadas e cadeiras de tamanho reduzido do que uma partida normal, para o pré-Kickoff.

#### Torneio para definir o desafiante #1 ao Intercontinental Championship
|  | Quartas de finais (Raw de 14 de abril) | Quartas de finais (Raw de 14 de abril) | Quartas de finais (Raw de 14 de abril) |                  |             | Semifinais (Raw de 21 de abril) | Semifinais (Raw de 21 de abril) | Semifinais (Raw de 21 de abril) |  |  | Final (Raw de 28 de abril) | Final (Raw de 28 de abril) | Final (Raw de 28 de abril) |  |
|  |                                        |                                        |                                        |                  |             |                                 |                                 |                                 |  |  |                            |                            |                            |  |
|  | 1                                      | Mark Henry                             | Pin                                    |                  |             |                                 |                                 |                                 |  |  |                            |                            |                            |  |
|  | 1                                      | Mark Henry                             | Pin                                    |                  |             |                                 |                                 |                                 |  |  |                            |                            |                            |  |
|  | 8                                      | Cesaro                                 | 3:18                                   |                  |             |                                 |                                 |                                 |  |  |                            |                            |                            |  |
|  | 8                                      | Cesaro                                 | 3:18                                   |                  | Cesaro      | Cesaro                          | Count-Out                       |                                 |  |  |                            |                            |                            |  |
|  |                                        |                                        |                                        |                  | Cesaro      | Cesaro                          | Count-Out                       |                                 |  |  |                            |                            |                            |  |
|  |                                        |                                        | Rob Van Dam                            | Rob Van Dam      | 13:13       |                                 |                                 |                                 |  |  |                            |                            |                            |  |
|  | 4                                      | Rob Van Dam                            | Rob Van Dam                            | Rob Van Dam      | 13:13       | Pin                             |                                 |                                 |  |  |                            |                            |                            |  |
|  | 4                                      | Rob Van Dam                            |                                        |                  |             |                                 |                                 |                                 |  |  |                            |                            |                            |  |
|  | 5                                      | Alberto Del Rio                        | 10:35                                  |                  |             |                                 |                                 |                                 |  |  |                            |                            |                            |  |
|  | 5                                      | Alberto Del Rio                        | 10:35                                  |                  | Rob Van Dam | Rob Van Dam                     | Pin                             |                                 |  |  |                            |                            |                            |  |
|  |                                        |                                        |                                        |                  |             |                                 |                                 |                                 |  |  |                            |                            |                            |  |
|  |                                        |                                        | Bad News Barrett                       | Bad News Barrett | 11:24       |                                 |                                 |                                 |  |  |                            |                            |                            |  |
|  | 2                                      | Sheamus                                | Bad News Barrett                       | Bad News Barrett | 11:24       | Pin                             |                                 |                                 |  |  |                            |                            |                            |  |
|  | 2                                      | Sheamus                                |                                        |                  |             |                                 |                                 |                                 |  |  |                            |                            |                            |  |
|  | 7                                      | Jack Swagger                           | 6:55                                   |                  |             |                                 |                                 |                                 |  |  |                            |                            |                            |  |
|  | 7                                      | Jack Swagger                           | 6:55                                   |                  | Sheamus     | Sheamus                         | Pin                             |                                 |  |  |                            |                            |                            |  |
|  |                                        |                                        |                                        |                  | Sheamus     | Sheamus                         | Pin                             |                                 |  |  |                            |                            |                            |  |
|  |                                        |                                        | Bad News Barrett                       | Bad News Barrett | 10:33       |                                 |                                 |                                 |  |  |                            |                            |                            |  |
|  | 3                                      | Dolph Ziggler                          | Bad News Barrett                       | Bad News Barrett | 10:33       | Pin                             |                                 |                                 |  |  |                            |                            |                            |  |
|  | 3                                      | Dolph Ziggler                          |                                        |                  |             |                                 |                                 |                                 |  |  |                            |                            |                            |  |
|  | 6                                      | Bad News Barrett                       | 12:12                                  |                  |             |                                 |                                 |                                 |  |  |                            |                            |                            |  |

## Evento
| Função:                   | Nome:                    |
| ------------------------- | ------------------------ |
| Comentaristas em inglês   | Michael Cole             |
| Comentaristas em inglês   | John "Bradshaw" Layfield |
| Comentaristas em inglês   | Jerry Lawler             |
| Comentaristas em espanhol | Marcelo Rodriguez        |
| Comentaristas em espanhol | Carlos Cabrera           |
| Comentaristas em espanhol | Ricardo Rodriguez        |
| Entrevistadores           | Byron Saxton             |
| Entrevistadores           | Renee Young              |
| Anunciadores de ringue    | Lilian Garcia            |
| Anunciadores de ringue    | Justin Roberts           |
| Árbitros                  | John Cone                |
| Árbitros                  | Rod Zapata               |
| Árbitros                  | Marc Harris              |
| Árbitros                  | Jason Ayers              |
| Painel do pré-show        | Josh Mathews             |
| Painel do pré-show        | Alex Riley               |
| Painel do pré-show        | Booker T                 |
| Painel do pré-show        | Sheamus                  |

### Apresentadores
Os comentaristas ingleses foram Michael Cole, Jerry Lawler e John "Bradshaw" Layfield, enquanto também havia comentaristas espanhóis e alemães ao lado do ringue. Lilian Garcia e Justin Roberts foram locutores do ringue. O pré-show Kickoff foi apresentado por um painel de Booker T, Alex Riley, Josh Mathews e Sheamus.

### Pré-show
Durante o pré-show do Extreme Rules Kickoff, El Torito enfrentou Hornswoggle em uma partida WeeLC, uma versão anã especial de uma partida TLC (já que 'wee' é sinônimo de 'pequeno' amplamente usado na Escócia). O árbitro, o locutor do ringue, o cronometrista e os comentaristas eram versões anãs do pessoal regular. Torito conquistou a vitória após um Springboard Seated Senton através de uma mesa.

### Lutas preliminares
O pay-per-view real começou com uma luta de eliminação de trios entre Cesaro, Jack Swagger e Rob Van Dam. Van Dam derrotou Swagger após um Five Star Frog Splash para eliminar Swagger. No clímax, Van Dam executou um Van Daminator em uma lata de lixo em Cesaro e tentou um Five Star Frog Splash, mas Cesaro evitou, fazendo com que Van Dam caísse na lata de lixo. Cesaro executou um Neutralizer na lata de lixo de Van Dam para vencer a partida.
Depois disso, Alexander Rusev enfrentou R-Truth e Xavier Woods em uma partida Handicap 2 contra 1. Antes da partida, Rusev atacou Woods, tirando Woods da luta. Rusev forçou R-Truth a se submeter ao Accolade para vencer a partida.
Na partida seguinte, Big E defendeu seu Campeonato Intercontinental da WWE contra Bad News Barrett. A luta terminou quando Barrett acertou um Bull Hammer no Big E para ganhar o título.
Na quarta partida, The Shield enfrentou o Evolution. Durante a partida, Triple H aplicou Pedigree em Reigns e Batista derrotaram Reigns por quase queda. Orton deu RKO em Reigns, mas Rollins quebrou um pinfall de Batista em uma contagem de dois. Ambrose correu pelas mesas de anunciantes e saltou sobre Triple H e Orton. Triple H, Orton, Ambrose e Rollins lutaram nas arquibancadas da arena, onde Triple H e Orton fizeram Ambrose cair de uma escada. Triple H e Orton atacaram Ambrose até que Rollins mergulhou de uma varanda sobre Triple H e Orton. O final viu Batista executar um Spinebuster em Reigns e tentar uma Batista Bomb em Reigns, mas Reigns contra-atacou e executou um Superman Punch em Batista. Reigns executou um Spear em Batista para a vitória.
A quinta luta foi uma luta em uma jaula de aço entre John Cena e Bray Wyatt. Durante a luta, Harper atacou Cena no topo da jaula, resultando na queda de Harper na jaula. Cena realizou um Super Attitude Adjustment em Wyatt, mas Harper quebrou o pinfall. Rowan atacou Cena no topo da jaula, mas Cena puxou a barba de Rowan, fazendo com que Rowan colidisse com a jaula. No final, Cena executou um Diving Leg Drop Bulldog em Harper e tentou escapar pela porta, mas as luzes da arena se apagaram. Quando as luzes da arena se acenderam, uma criança demoníaca apareceu cantando "He's Got the Whole World in His Hands". Wyatt acertou Sister Abigail em Cena e escapou pela porta para vencer a partida.
Na penúltima partida, Paige defendeu seu Campeonato das Divas contra Tamina Snuka. No final, Tamina tentou um Superkick, mas Paige rebateu e forçou Tamina a se submeter ao PTO, mantendo o título.

### Evento principal
No evento principal, Daniel Bryan defendeu o Campeonato Mundial dos Pesos Pesados da WWE contra Kane em uma luta Extreme Rules. Durante a partida, Bryan e Kane brigaram nos bastidores, onde Bryan atacou Kane com uma pá de neve. Bryan colocou Kane em uma empilhadeira e dirigiu a empilhadeira para a arena, onde Bryan deu uma cabeçada de mergulho da empilhadeira em Kane para quase cair. Kane executou um Chokeslam em Bryan para quase cair. Kane tentou um Tombstone Piledriver em uma cadeira em Bryan, mas Bryan rebateu um DDT na cadeira e quase caiu. Bryan aplicou o Yes Lock usando um bastão de kendo, mas Kane escapou do golpe. Bryan tentou um Suicide Dive em Kane, mas Kane rebateu e executou um Chokeslam em Bryan através de uma mesa de anunciantes. Kane recuperou uma mesa e colocou fogo na mesa usando fluido de isqueiro, mas Bryan puxou as cordas do ringue, fazendo com que Kane caísse da mesa. Bryan deu um Running Knee em Kane para reter o título.

## Após o evento
No início do Raw após Extreme Rules, Dean Ambrose foi forçado a defender seu Campeonato dos Estados Unidos em uma batalha real de 20 homens. Ambrose chegou ao fim com Sheamus, Sheamus eliminou Ambrose para ganhar seu segundo Campeonato dos Estados Unidos, encerrando o reinado de Ambrose em 351 dias. O Shield então lutou contra a Wyatt Family mais tarde naquela noite; assim que as coisas viraram a favor do The Shield, o Evolution apareceu e distraiu o The Shield, permitindo que a Wyatt Family vencesse a partida. A Evolution então atacou o The Shield e os humilhou ao executar a Triple Powerbomb exclusiva do The Shield para Roman Reigns. Isso levou o The Shield a desafiar o Evolution para uma revanche no Payback, que eles aceitaram. A partida foi transformada em No Holds Barred Elimination.
A rivalidade de Cena com Wyatt continuou com uma luta Last Man Standing sendo marcada para o Payback . No pay-per-view, Cena derrotou Wyatt para vencer a luta e encerrar sua rivalidade.
No Raw de 12 de maio, Daniel Bryan anunciou que seria submetido a uma cirurgia no pescoço e que ficaria ausente da WWE por um período de tempo não especificado. Naquela mesma noite, Stephanie McMahon chamou Bryan ao ringue, antes de Kane arrastá-lo para a entrada antes de ser carregado em uma maca pela equipe médica. Em 15 de maio, Bryan foi submetido a uma cirurgia no pescoço com sucesso, com uma foraminotomia cervical para descomprimir a raiz do nervo. Na edição de 19 de maio do Raw, Stephanie McMahon deu a Bryan um ultimato para abdicar do WWE World Heavyweight Championship na semana seguinte no Raw. Bryan respondeu na próxima semana no Raw que ele não se renderia. McMahon então retaliou dizendo que daria até o Payback para entregar o título. Se ele não se entregasse, sua esposa Brie Bella seria demitida. No Payback, Brie deixou Bryan manter o título, e finalizou dando um tapa na cara de McMahon.

## Resultados
| Nº                                          | Resultados | Estipulações                                               | Tempo |
| ------------------------------------------- | --- | ---------------------------------------------------------- | ----- |
| Pré- show                                   | El Torito (com Diego e Fernando) derrotou Hornswoggle (com Heath Slater, Jinder Mahal e Drew McIntyre)        | Luta "WeeLC"                                               | 10:55 |
| 1                                           | Cesaro (com Paul Heyman) derrotou Rob Van Dam e Jack Swagger                                                  | Luta Triple Threat de eliminação                           | 12:34 |
| 2                                           | Rusev (com Lana) derrotou Xavier Woods e R-Truth                                                              | Luta Handicap 2-contra-1                                   | 2:53  |
| 3                                           | Bad News Barrett derrotou Big E (c)                                                                           | Luta individual pelo WWE Intercontinental Championship     | 7:55  |
| 4                                           | The Shield (Roman Reigns, Seth Rollins e Dean Ambrose) derrotaram Evolution (Triple H, Randy Orton e Batista) | Luta de trios                                              | 19:52 |
| 5                                           | Bray Wyatt (com Luke Harper e Erick Rowan) derrotou John Cena                                                 | Luta steel cage                                            | 21:12 |
| 6                                           | Paige (c) derrotou Tamina Snuka por submissão                                                                 | Luta individual pelo WWE Divas Championship                | 6:18  |
| 7                                           | Daniel Bryan (c) derrotou Kane                                                                                | Luta Extreme Rules pelo WWE World Heavyweight Championship | 22:27 |
| (c) – Refere-se aos campeões antes da luta. | |                                                            |       |

### Eliminações luta de trios
| Eliminação | Lutador      | Eliminado por | Método   | Tempo    |
| ---------- | ------------ | ------------- | -------- | -------- |
| 1          | Jack Swagger | Rob Van Dam   | Pin      | 06:25    |
| 2          | Rob Van Dam  | Cesaro        | Pin      | 12:34    |
| 3          | Cesaro       | Vencedor      | Vencedor | Vencedor |